# علي دينار
السلطان علي دينار (1856 - 11 محرم 1335 هـ / 6 نوفمبر 1916) آخر سلاطين الفور من السلالة الكيراوية في سلطنة دارفور بالسودان. أقام في مدينة الفاشر (عاصمة دارفور)، وأقام مصنعاً لصناعة كسوة الكعبة وظل طوال عشرين عاماً تقريباً يرسل كسوة الكعبة إلى مكة المكرمة، وينسب إليه حفر أبيار علي ميقات أهل المدينة للإحرام للحج والعمرة جوار المدينة المنورة وتجديد مسجد ذو الحليفة.

## عنه

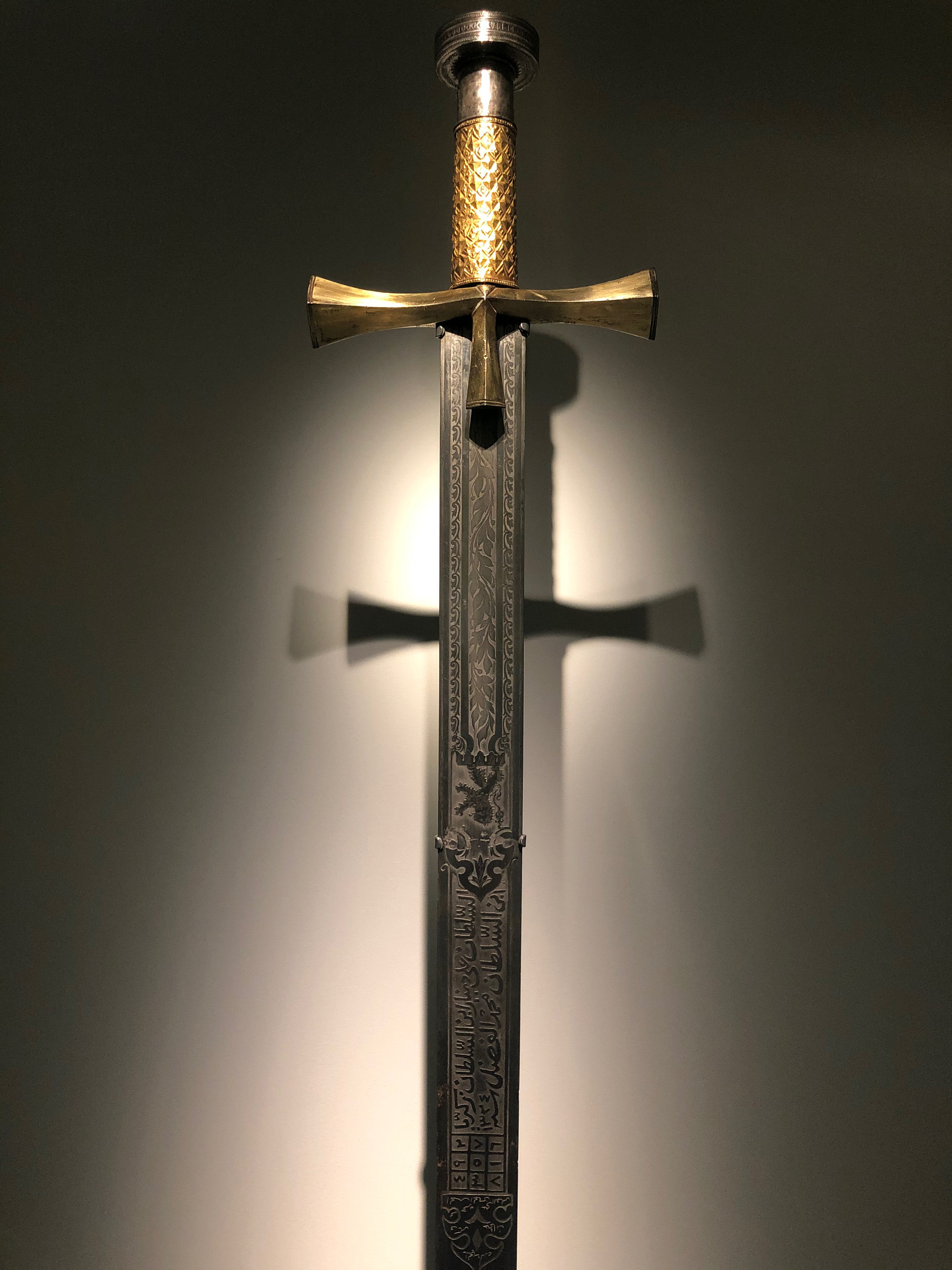
كسكرة باسم علي دينار سلطان دارفور، سيف كان يملكه والي عهد سلطنة دارفور علي دينار الذي قتلته القوات البريطانية. تتحدث النقوش عن الخلفاء الراشدين. المتحف البريطاني.

ولد في قرية «شوية» بدارفور والده «زكريا بن محمد فضل» ساند عمه السلطان «أبو الخيرات» في تمرد «أبو جميزة». يعد السلطان علي دينار من أشهر السلاطين الذين حكموا إقليم دارفور ووقفوا مع الثورة المهدية في دحر المستعمر، كما قام السلطان بنشر الدعوة المهدية في عهد الخليفة عبد الله التعايشي، حيث كان يقوم بإرسال المحمل سنويا إلى الأراضي المقدسة، ويقال أن السلطان علي دينار كان ينادي بعلي دا بعدها أكملت كلمة دا لاسم علي دينار، فاسمه هو السلطان علي ابن السلطان زكريا بن السلطان محمد الفضل. وولد بقرية الشاواية غرب مدينة نيالا. وعرف والده بالتدين الشديد، واشترك مع ابن عمه السلطان أبو الخيرات في ثورة أبو جميزة. وأعلن سلطانا بعد وفاة السلطان أبو الخيرات، وانضم للثورة المهدية وقدم إلى الفاشر عام 1891م، حيث استقبله الأمير عبد القادر دليل بحفاوة. وفي عام 1892م زار امدرمان وبايع الخليفة عبد الله. وعمل في قوات المهدية واشترك في حملة إسكات حركة علي جيلي المناوئة تحت إمرة إبراهيم الخليل. وفي سبتمبر عام 1898م عاد إلى الفاشر واستعاد عرش أجداده، ووقف في وجة الغزو البريطاني، واستشهد مدافعا عن استقلال البلاد في اليوم السادس من نوفمبر عام 1916م.

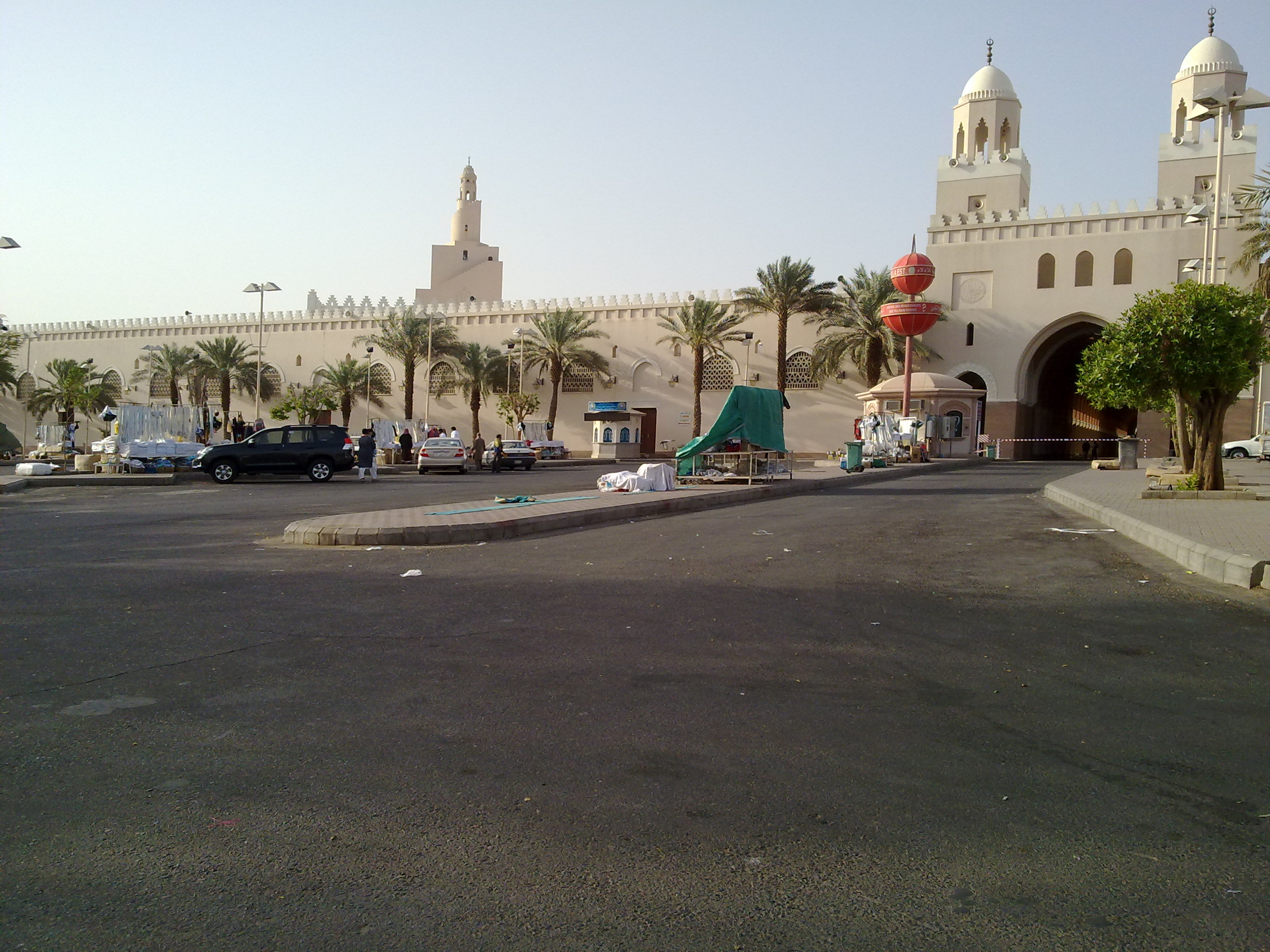
مسجد ابيار علي او مسجد ذو الحليفة

### متحف السلطان علي دينار
وبدأ العمل في تشييد قصر السلطان علي دينار في عام 1871م واكتمل في عام 1912م تحت إشراف الحاج عبد الرازق الملقب بباشا بوك الذي قدم إلى الفاشر من بغداد وكان من أصل تركي. وقام بعملية البناء رجلان من أولاد الريف هما أحمد موسى وعطية محمد، وقام إغريقيان ديمتري وتوماس بأعمال النجارة. وتتكون سقوف القصر من أخشاب الصهب والنوافذ من أخشاب القمبيل الذي استعمل لأول مرة بناءً على توجيه الإغريقي توماس، ولم يستعمل القصر لأغراض السكن بل وضعت فيه الهدايا والغنائم القيمة التي كانت ترد إلى السلطان. وأصبح هذا القصر المقر الرسمي للكولونيل كلي قائد القوة البريطانية بدارفور. وأصبح القصر أخيراً المقر الرسمي لمحافظي مديرية دارفور حتى عام 1976م، وحاليا القصر أصبح ثاني متحف بالسودان بعد المتحف القومي، وبه مقتنيات السلطان علي دينار الخاصة والهدايا والغنائم والتراث ويزوره الأجانب العاملون بالمنظمات الدولية بالفاشر والباحثون للتعرف على حياة السلطان وكيف كانت دارفور في عهده، والقصر يضم جزءاً من وزارة المالية ووزارة الصحة وقصر الضيافة بالفاشر، كما يوجد بالقصر طبول نحاس يستخدمهما السلطان في السابق إحداهما يسمى الدار عامرة والآخر عطا المولى، ويستخدمهما وسيطاً إعلامياً بينه والمواطنين، ويقرعان في أوقات الأفراح والحرب، ويعرض المتحف موضوعات ذات صلة بفترة السلطان علي دينار حتى عام 1916م، ويعرض مجموعة منتقاة من الآثار التي تلقي الضوء على مراحل مختلفة من تاريخ السودان. وأصبح هذا القصر مقصداً سياحياً للأجانب خاصة الذين يعملون بالمنظمات، علاوة على منتزه لمواطني الفاشر الذين يقضون فيها أوقاتهم في العطلات، وقبلة للطلاب الذين يراجعون فيه دروسهم تحت أشجاره الظليلة.